# 콘크리트 슬럼프 테스트
콘크리트 슬럼프 테스트(Concrete slump test)는 제작된 콘크리트의 사용전에 그 일관성을 측정하는 것이다. 콘크리트 배합설계로 만들어진 콘크리트의 작업성을 확인하기 위해 거푸집같은 틀(슬럼프 콘)이 일정시간후 제거된후   일정시간 노출로 굳지않은 콘크리트의 반죽 질기을 측정함으로서 수행되며 따라서 콘크리트가 쉽게 흐르게된다. 또한 부적절하게 혼합 된 배합의 지표로 사용할 수도 있다. 이 테스트는 사용된 장치의 단순성과 간단한 절차로 인해 널리 사용되고있다. 슬럼프 테스트(일명 슬럼프 콘 테스트)는 현장 조건에서 콘크리트의 하중에 대한 균일성을 보장하기 위해 사용된다.
슬럼프 콘을 제거할 때 콘크리트가 형상을 유지하지 않는 성질을 이용하기 때문에 이러한 표준 슬럼프 테스트를 사용하며 너무 유동적(반죽 질기)인 콘크리트에 대해서는 플로우 테이블 테스트(Flow table test) 또는 슬럼프 흐름시험판 테스트로 알려진 별도의 테스트가 사용된다.

## 절차

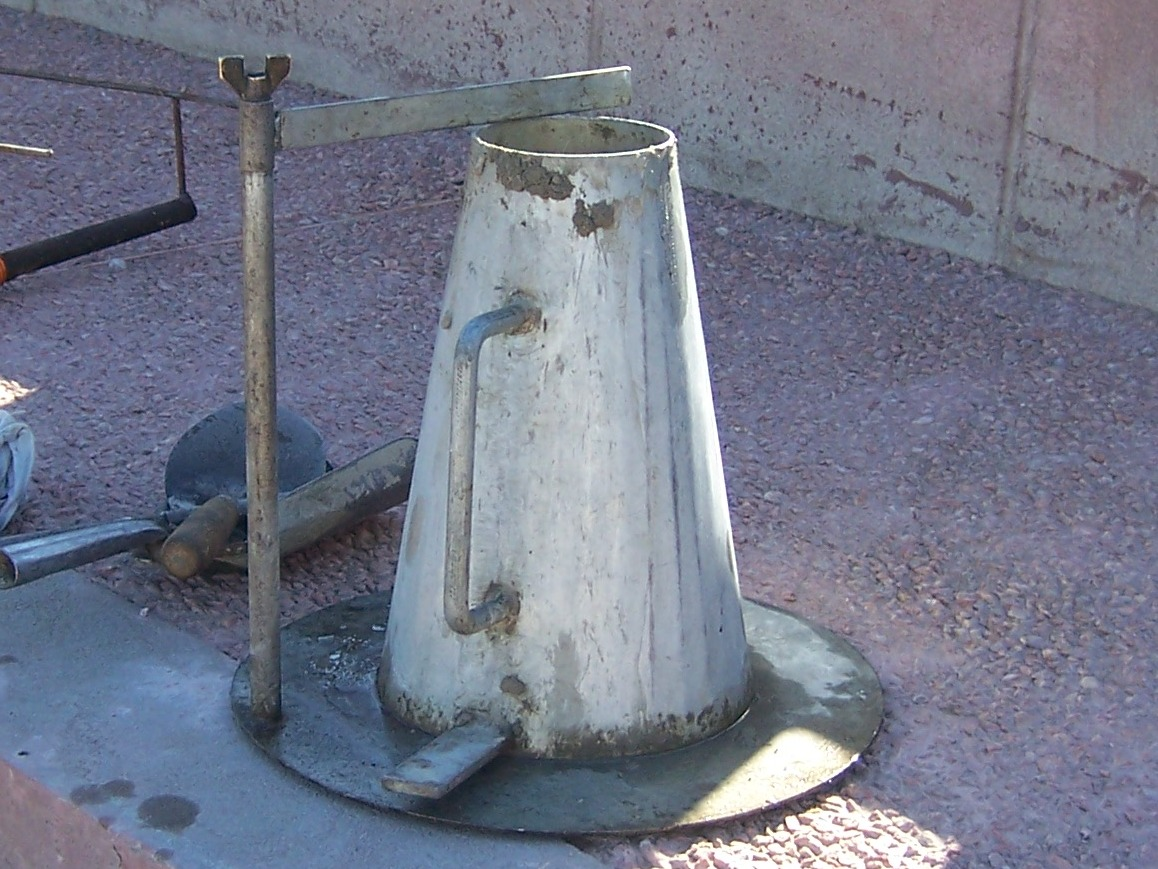
슬럼프 콘(Slump cone). 몰드 높이는 30cm이다.
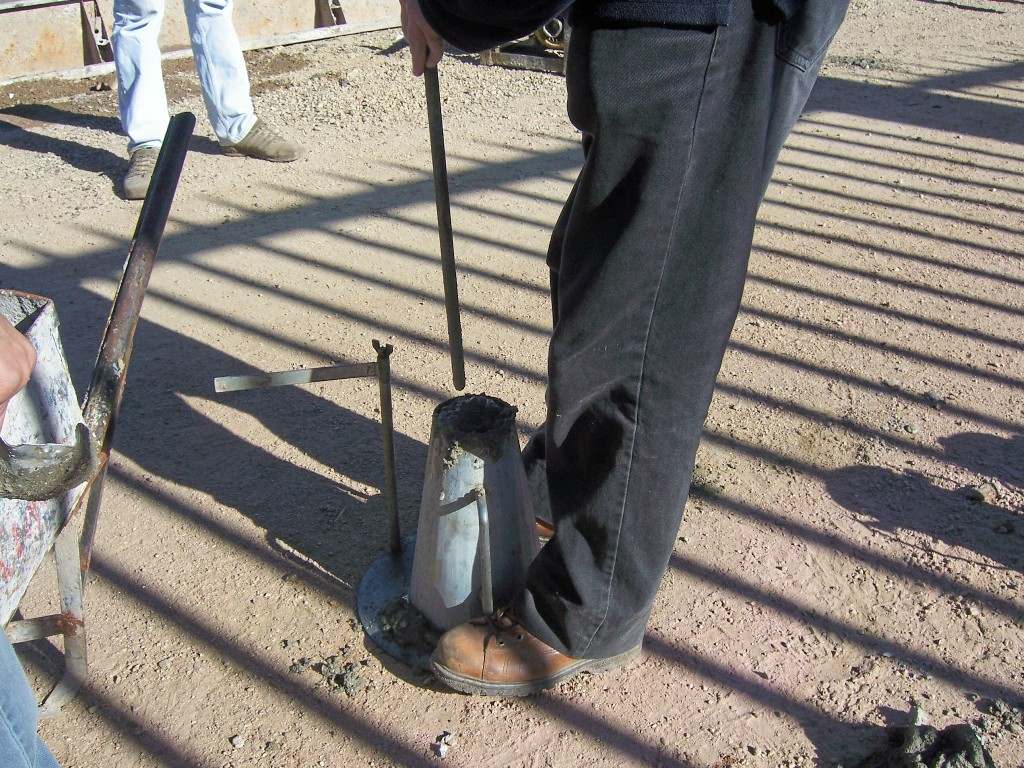
슬럼프 콘에 콘크리트 다지기
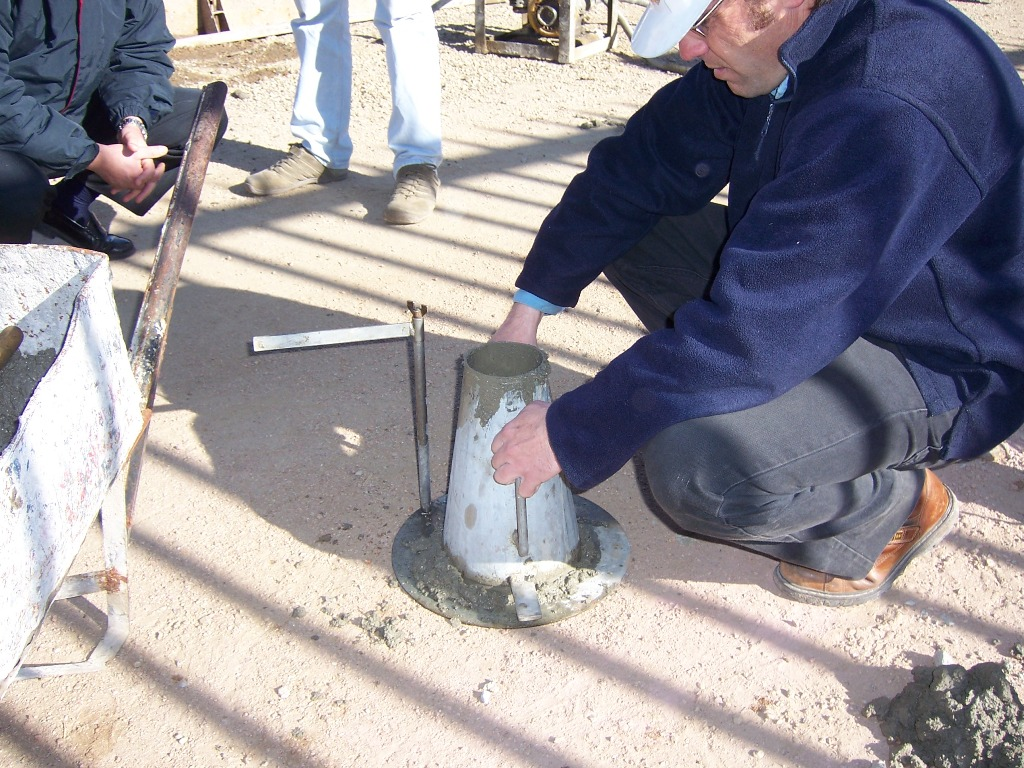
콘 제거
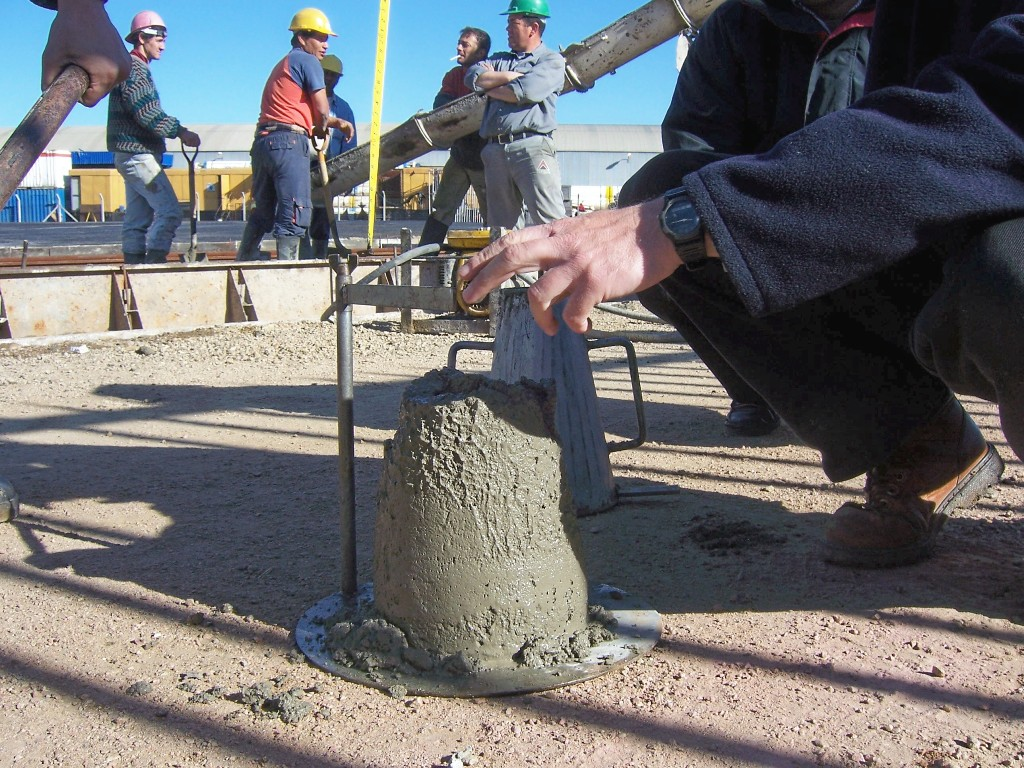
콘크리트의 내려앉은 높이 측정

## 슬럼프치 증가 방법
슬럼프값은 AE제 또는 감수제를 사용하면 증가시킬 수 있다.

## 같이 보기
- 물-시멘트 비(Water–cement ratio)
- 시멘트

## 참고 문헌
- (국가기술표준원-KS)http://www.kats.go.kr/content.do?cmsid=27  (KS F 2402,KS F 2427)
- (e나라표준인증)https://www.standard.go.kr/KSCI/standardIntro/getStandardSearchView.do?menuId=503&topMenuId=502&ksNo=KSF2402&tmprKsNo=KSF2402&reformNo=11
- (e나라표준인증)https://www.standard.go.kr/KSCI/standardIntro/getStandardSearchView.do?menuId=919&topMenuId=502&upperMenuId=503&ksNo=KSF2427&tmprKsNo=KSF2427&reformNo=10
- (대한전문건설협회 철근콘크리트 협의회) 한국콘크리트학회 콘크리트실무지침 ( "MCP 콘크리트 양생" ,한국콘크리트학회,기문당,2015)
- Michael S. Mamlouk; John P. Zaniewski (2016). 《실험과 함께하는 건설재료학》. 동화기술. ISBN 9788942590896.
- 박영태 (2019). 〈콘크리트공〉. 《토목기사 실기》. 세진사.